# Strącanie aniołów
Strącanie aniołów – album koncertowy Jacka Kaczmarskiego wydany w 1982 roku w Szwecji przez wydawnictwo Safran 78. W Polsce ukazał się po raz pierwszy oficjalnie w 2004 roku w ramach 22-płytowej kompilacji Syn marnotrawny na CD wydanej nakładem Pomaton EMI.
Płyta została zarejestrowana w Sztokholmie podczas recitalu 15 lutego 1982 roku.

## Twórcy[1]
- Jacek Kaczmarski – śpiew, gitara

Słowa: Jacek Kaczmarski

Muzyka: Jacek Kaczmarski, oprócz: 2, 13 – Przemysław Gintrowski, 11 – Zbigniew Łapiński

## Lista utworów[1]
1. „Strącanie aniołów” (02:07)
2. „Walka Jakuba z aniołem” (02:24)
3. „Rejtan, czyli raport ambasadora” (03:00)
4. „Krajobraz po uczcie” (03:09)
5. „Sen Katarzyny II” (02:04)
6. „Samosierra” (02:25)
7. „Encore, jeszcze raz” (04:35)
8. „Zesłanie studentów” (03:16)
9. „Ballada o spalonej synagodze” (02:46)
10. „Świadkowie” (04:13)
11. „Czerwony autobus” (01:53)
12. „Źródło (Wąwóz)” (03:32)
13. „Arka Noego” (03:10)
14. „Epitafium dla Włodzimierza Wysockiego” (08:37)

## Wydania[1]
- 1982 – Wydawnictwo Safran 78 (płyta winylowa wydana w Szwecji)
- 1985 – Wydawnictwo IN SPE (kaseta, nr kat. Kaseta 02) (przypuszczalnie nagranie powstało z połączenia płyty Strącanie aniołów Kaczmarskiego oraz Requiem Przemysława Gintrowskiego)
- 2004 – Album włączony do Syna marnotrawnego – zestawu 22 płyt wydanego przez Pomaton EMI.
- 2007 – Włączony do Arki Noego – zestawu 37 płyt wydanego przez Pomaton EMI.